# Amenaza (Derecho)

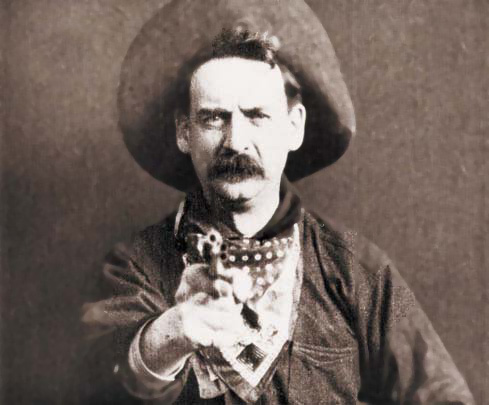
Las amenazas pueden ser sutiles o abiertas. Actor Justus D. Barnes, en Asalto y robo de un tren

Las amenazas son un delito o una falta, consistente en el anuncio de un mal futuro ilícito que es posible, impuesto y determinado con la finalidad de causar inquietud o miedo en el amenazado. 
Las amenazas deben ser creíbles y, además, pueden consistir en amenazar con un mal ilícito que, por su parte, puede ser o no constitutivo de delito.

## Definición
El mal ha de ser posible, en el sentido de que el destinatario puede tener motivos para creer en su verosimilitud. Que el mal sea impuesto significa que el amenazado no tiene control sobre los hechos que lo desencadenarán, por tanto, su culminación depende exclusivamente del sujeto activo. El hecho previsto ha de tener una clara repulsa social. Finalmente la determinación viene dada por la expresión cierta de un hecho. La amenaza tiene la finalidad de causar inquietud en el amenazado produciéndole un estado o un ánimo de inseguridad.

## Características del delito de amenaza o jurídico
- El bien jurídico protegido es la libertad de las personas y su derecho a la paz y la tranquilidad.
- La amenaza es un delito de mera actividad (el mal con que se amenaza ha de llegar a ser conocido por el sujeto pasivo).
- El núcleo esencial del tipo es el hecho de anunciar un mal futuro con hechos, actitudes o palabras.
- El delito de amenaza se valora teniendo en cuenta las personas, hechos y circunstancias que rodean al caso.
- El dolo específico conlleva una voluntad inequívoca de ejercer una presión maliciosa sobre el sujeto pasivo que se concreta en un plan premeditado para atemorizar a la víctima.

## Tipos
En el delito de amenazas puede consistir en amenazar con causar un mal que constituya delito (ya sea este contra la vida, la integridad personal o incluso contra el patrimonio), o bien la amenaza puede consistir en causar un mal que no sea constitutivo de delito.
También se distingue entre la amenaza condicional, que es aquella en la que se exige una cantidad o condición para no llevar a cabo el contenido de la amenaza, y la no condicional.
En el caso de amenaza de una acción no constitutiva de delito, esta sólo es penada cuando la amenaza es condicional, lo cual se enmarca dentro del ámbito del chantaje

## Ejemplos más comunes
- Delito de incendio
- Homicidio
- Secuestro
- Robo
- Narcotráfico
- Falsa denuncia
- Violación
- Lesiones